# サンタンドレーア・デル・ガリリャーノ
サンタンドレーア・デル・ガリリャーノ（伊: Sant'Andrea del Garigliano）は、イタリア共和国ラツィオ州フロジノーネ県にある、人口約1,300人の基礎自治体（コムーネ）。

## 地理

### 位置・広がり

#### 隣接コムーネ
隣接するコムーネは以下の通り。括弧内のLTはラティーナ県、CEはカゼルタ県（カンパニア州）所属を示す。
- カステルフォルテ (LT)
- ロッカ・デヴァンドロ (CE)
- サンタンブロージョ・スル・ガリリャーノ
- サンタポッリナーレ
- ヴァッレマーイオ

### 気候分類・地震分類
サンタンドレーア・デル・ガリリャーノにおけるイタリアの気候分類 (it) および度日は、zona D, 1636 GGである。
また、イタリアの地震リスク階級 (it) では、zona 2B (sismicità media) に分類される。